# Каховська площа
Каховська площа — площа, розташована у Центральному районі Херсона, на перетині вул. 49-ї Гвардійської дивізії та вул. 200-річчя Херсона.
У часи СРСР на площі містився монумент «Три багнети», який було усунуто восени 2018 року в рамках декомунізації. У квітні 2019 року площа з'явилася в тизері нового альбому німецького гурту Rammstein, у якому на місці колишнього монумента було зображено сірник (символ нового альбому).